# Nuova storiografia israeliana
La nuova storiografia israeliana è un movimento di storici israeliani che hanno sfidato le versioni tradizionali della storia israeliana, compreso il ruolo di Israele nell'esodo palestinese del 1948 e la volontà araba di discutere di pace. Il termine è stato coniato nel 1988 da Benny Morris, uno dei principali esponenti di tale movimento. 

## Origine ed esponenti

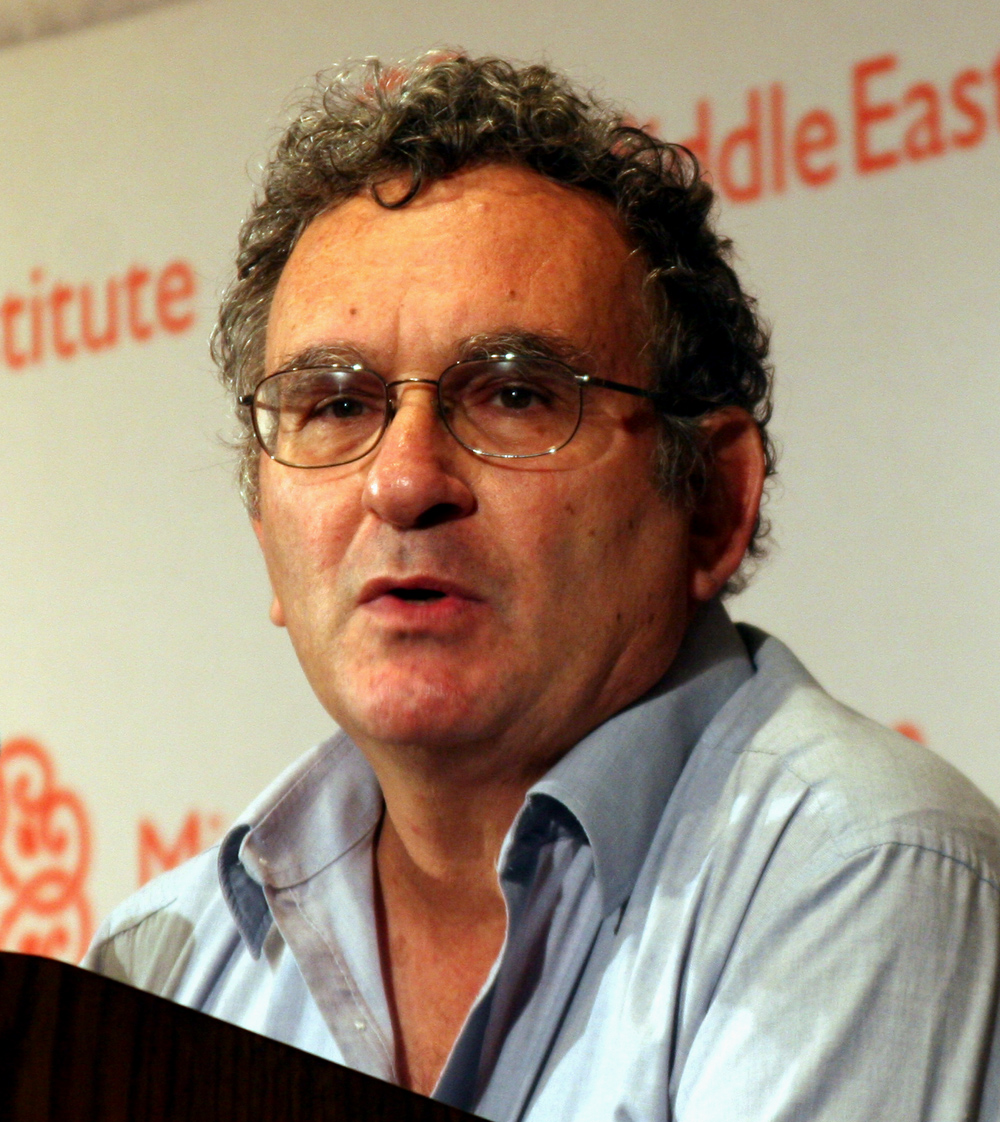
Benny Morris

Di questa corrente storiografica fanno parte Benny Morris, Ilan Pappé, Avi Shlaim, Tom Segev a cui si può aggiungere, retrospettivamente, la figura di Simha Flapan. Si parla di loro come di storici post-sionisti o revisionisti. Sulla stessa linea, ma meno chiaramente annoverabili in tale lista (e talora ebrei non di cittadinanza israeliana), figurano Zeev Sternhell, Benjamin Beit-Hallami, Baruch Kimmerling, Yehoshua Porath, Avner Cohen, Uri Milstein e Norman Finkelstein.
I loro studi, pubblicati a partire dagli anni ottanta del XX secolo, sono stati possibili per l'apertura degli archivi israeliani e britannici alla consultazione di documenti sugli eventi degli anni quaranta e, quindi, anche della Guerra d'indipendenza israeliana del 1947-49. Tali pubblicazioni non hanno mancato di suscitare dibattiti appassionati, che talora hanno trasceso l'ambito scientifico ad essi proprio.

## Influenza culturale

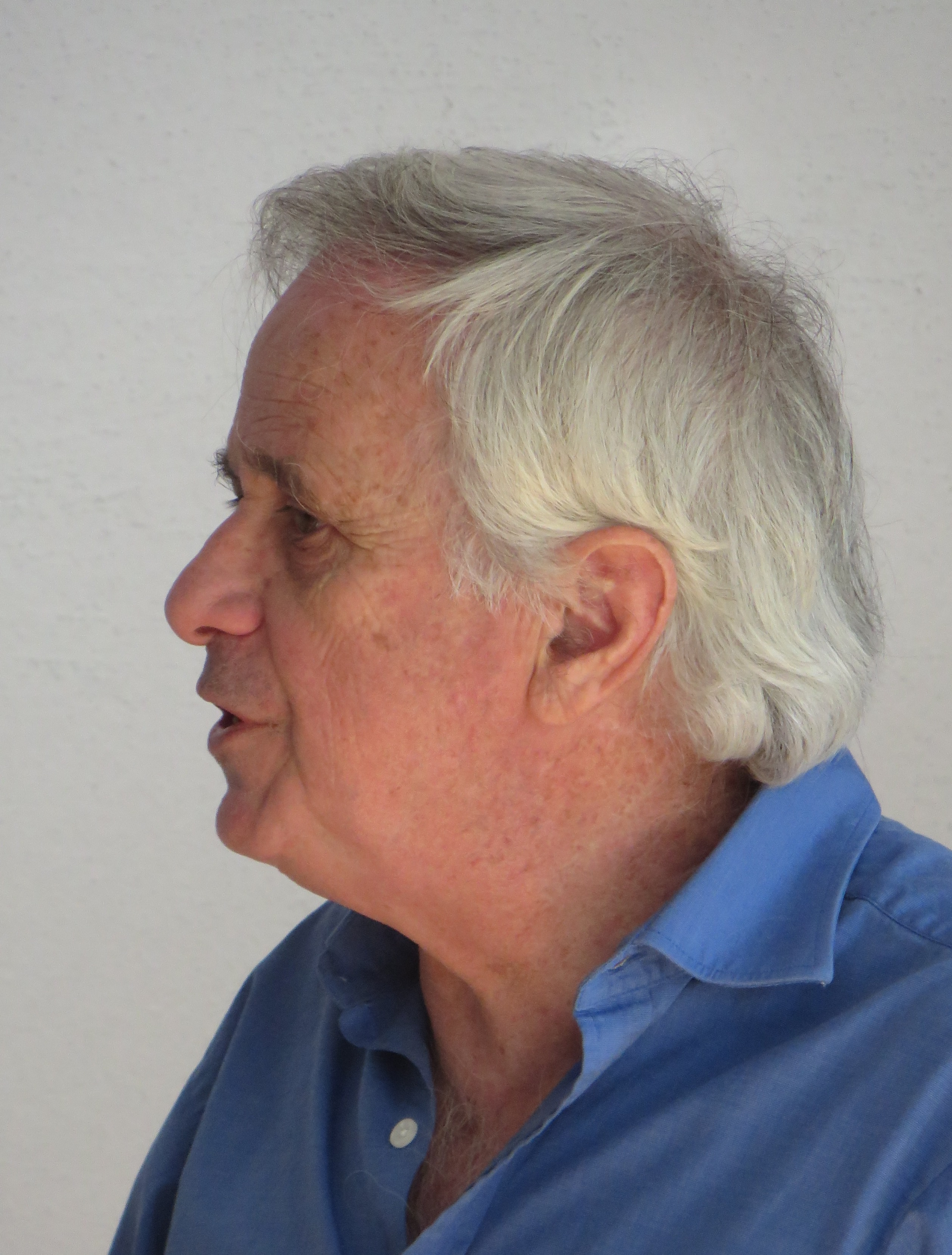
Ilan Pappé

A seguito della pionieristica attività dei "Nuovi Storici", numerosi altri ricercatori hanno seguito le loro orme, influenzando ancor oggi in modo sensibile la ricerca storiografica circa lo Stato d'Israele. Fra essi troviamo: Idith Zertal, Uri Ram e Shlomo Sand, professore all'Università di Tel Aviv. Il libro di quest'ultimo uscito nel 2008 in Israele e in Francia, L'invenzione del popolo ebraico, ha avuto un buon successo di pubblico in quei due paesi e alimentato in Israele un vivace dibattito.
La tesi centrale dell'opera consiste nel negare valore ad una essenza etnica degli ebrei che, lungi dall'aver effettuato un esodo dalla Palestina, si sarebbero principalmente diffusi attraverso le conversioni (nell'Impero romano precristiano, nell'Africa del Nord o ancora fra i Cazari dell'Asia centrale, in questo riallacciandosi con il pensiero di Arthur Koestler, intellettuale ungherese-israeliano, sionista e laico, che, poiché rifiutava la nozione di "razza ebraica", aveva studiato (con un'esegesi delle fonti, però, molto inferiore a quella dei nuovi storici israeliani) l'origine delle comunità ebraiche dell'Europa orientale come risultato di processi di conversione.
Inoltre a questa scuola di pensiero appartengono, o sono collegabili, anche tutta un'altra serie di studi sui caratteri dell'ebraismo che cercano di rivisitare la storia delle comunità ebraiche (europee e non solo) dell'età medioevale e moderna.